# دومنیکو ونتسیانو
دومنیکو ونتسیانو (ایتالیایی: Domenico Veneziano؛ ۱۴۱۰ – ۱۵ مهٔ ۱۴۶۱) نقاش اهل ایتالیا در اوایل دورهٔ رنسانس بود.
«دومنیکو ونتسیانو که یک زمانی همکار کاستانیو بود، در ونیز به دنیا آمد و تعلیم دید، ولی در اواخر سال های هزار و چهارصد و سی تا هزار و چهارصد و سی و نه، در فلورانس اقامت گزید. وازاری می گوید کاستانیو در لحظاتی که دستخوش خشمی حسادت‌بار شده بود با یک میله‌ی آهنی به ونتسیانو حمله کرد و او را کشت؛ به بیان درست‌تر، آندرئا(منظور در اینجا همان آندرئا دل کاستانیو می‌باشد. ویرایشگر) نزدیک به چهار سال پیش از مرگ ونتسیانو، قربانی طاعون شد. وازاری، همچنین ادعا می‌کند که ونتسیانو اسلوب «روغن مخلوط» را در فلورانس رواج داد، ولی به نظر می‌رسد خود ونتسیانو آثارش را با همان رنگ‌های سنتی نقاشی کرده است. ونتسیانو با آن که شکل‌های فلورانسی را تماما درک می‌کرد، برخی از خصائل سبک بین المللی را که احتمالا از نقاشان شمالیِ فعال در ونیز اخذ کرده بود، از دست نداد. احتمالا حساسیتش در برابر رنگ و نور طبیعی محیط را نیز که از حیطه‌ی توانایی معاطران فلورانسی‌اش بسی فراتر می‌رود، از ونیز با خود به همراه آورده بود؛ در همین عرصه است که نقش بزرگش را در کمک به هنر فلورانس در اواسط سده‌ی پانزدهم ایفا کرده است. نقاشی مریم و کودک با قدیسان بر روی تخته، یکی از نخستین نمونه‌های «مکالمه‌ی مقدس» است که در آن به نظر می‌رسد قدیسان با یکدیگر یا با تماشاگران گفتگو می‌کنند، و این گونه ‌ای از نقاشی بود که از آن روز به بعد با محبوبیت فراوان مواجه شد. از روشنی و دقت محیط معماری، نمایش انفرادی و وزن و وقار پیکره‌ها چنین برمی‌آید که ونتسیانو وارث گرانقدر سنت‌های مازاتچو و دوناتلو بوده است.  
مهم‌ترین پیرو ونتسیانو و دستیارش در فلورانس، در اوائل دهه‌ی پنجم سده‌ی پانزدهم، پیرو دلا فرنچسکا بود».